# Liceo Aprilov
Il Liceo Nazionale Aprilov è stato aperto il 2 gennaio 1835 come prima scuola laica moderna bulgara in mutuo insegnamento con donazioni dei cittadini patriottici di Gabrovo Vasil Aprilov, Nikola Palauzov, Vasil Rasheev, Spiridon Palauzov e altri. Per le esigenze della scuola furono creati i primi libri di testo, manuali e sussidi, che furono percepiti come uno standard dalle scuole bulgare successive, scritti in bulgaro moderno, la cui lingua non fu standardizzata fino alla liberazione della Bulgaria. In questo senso, il liceo gioca un ruolo decisivo nella formazione del moderno standard letterario della lingua bulgara.
Nell'anno in cui fu aperta la scuola, fu pianificata la cospirazione bulgara del 1835 per la liberazione della Bulgaria.
Il Liceo Gabrovo insieme al Liceo di Bolhrad (Bolhrad), Nuova Russia, hanno svolto un ruolo chiave nella nuova formazione bulgara durante il Risorgimento bulgaro.
Dal 1872 la scuola di Gabrovo divenne la prima scuola superiore completa nelle terre bulgare sotto il dominio ottomano. Dal 1889 prese il nome del suo benefattore Vasil Aprilov e fu chiamato Aprilov Lyceum.